# بوش کورپوریشن
بوش کورپوریشن (انگلیسی: Bush Corporation) شرکت الکترونیک ژاپنی است، که در سال ۱۹۳۲ تأسیس شد.